# 国鉄ワム60000形貨車
国鉄ワム60000形貨車（こくてつワム60000がたかしゃ）は、日本国有鉄道（国鉄）が1961年（昭和36年）から製作した 15 t 積の貨車（有蓋車）である。
本形式を改造した事業用車ヤ400形についても本稿にて記述する。

## 概要
輸送体系近代化を企図して先に製作された汎用の二軸有蓋車ワム70000形の設計を基に、設計の合理化と機械荷役への適合とを重視した設計変更がなされた車両である。1963年（昭和38年）までに8,580両（ワム60000 - ワム68579）が製作された。
ワム70000形に代わって「車扱急行列車」の専属運用に用いられたほか、汎用用途の有蓋車としてワラ1形が開発されるまで製作された。国鉄の各線区で広汎に用いられ、私鉄発注の同一設計車も存在した。1984年2月1日国鉄ダイヤ改正の貨物輸送体系転換で汎用的な運用は停止され、1987年（昭和62年）の国鉄分割民営化では事業用車代用として8両のみが東日本旅客鉄道（JR東日本）九州旅客鉄道（JR九州）の2社に承継された。これらの車両も、2001年（平成13年）までに全車が除籍されている。

## 仕様・構造
積載荷重 15 t の二軸有蓋車で、先に量産されたワム70000形の設計方針を踏襲しつつ、組立工法や台枠構造など各部に合理化を企図した対応がなされる。
車体はワム70000形と同様に外部構造を全鋼製とし、妻面と側扉にはプレス加工鋼板を用いる。ブロック組立を採用したこともワム70000形と同様であるが、本形式は最終工程の部材接合をも溶接で施工し、ワム70000形で残存していたリベット接合を廃した。側扉の開口部幅は 400 mm 増の 2,700 mm に拡大してフォークリフトなど荷役機械の使用に配慮し、側扉上部の「鴨居」部分には雨樋が新設された。床板は在来の有蓋車と同様の50 mm 厚の木板、室内の内張りは 20 mm 厚の木板である。
軽量化と製作価格低減に留意し、各部材には自動車用鋼板など汎用規格の鋼材を多用する。妻板も共用化の観点からワム80000形（2代）のものを流用したが、1961年（昭和36年）後半からの車両（ワム61300 - ）では専用品の妻板部材に変更されている。本形式はワム80000形（2代）より車体幅が狭いため、初期の車両（ワム60000 - ワム61299）では幅の広い妻板と側面との接合部に段差が生じ、側面が凹んだ形態となった。床面積は 15.9 m2、内容積は 38.1 m3 で、ワム70000形と同一の積載空間を確保しつつ自重を僅かに軽減 (9.7 t) した。
屋根はワム70000形の角屋根から丸屋根に変更された。これは断熱性能確保のため、屋根板と室内天井板の間に空気層となる間隙を設けるための措置で、屋根を支える垂木は屋根板の内側に移された。
台枠はワム70000形までの「長土台」「長土台受」で車体を支持した構造を廃し、パレット荷役対応試作車ワム80000形（初代、後のワム89000形）で試みられた台枠構造を改良のうえで採用した。従来、荷重と引張力のみを負担していた側枠を車幅いっぱいの外側に移し、車体支持をも受け持つ構造に変更したもので、在来の二軸有蓋車と異なり側面から側梁は見えない。車軸を保持する軸箱守は台枠に「軸箱守受」と称する部材を新設して接合され、ばね吊受は横梁に移設された。軸距は従前の形式と同一の 3,900 mm である。軸受は平軸受、軸ばね（重ね板ばね）の支持機構は二段リンク式である。
ブレーキ装置は、補助空気溜 ならびに ブレーキシリンダと制御弁（K 三動弁）とを一体化した KC 形自動空気ブレーキで、国鉄貨車が汎用的に搭載するものである。留置ブレーキは片側の側面に足踏み式のブレーキテコを設ける。最高速度は 75 km/h である。

## 改造車・同形車

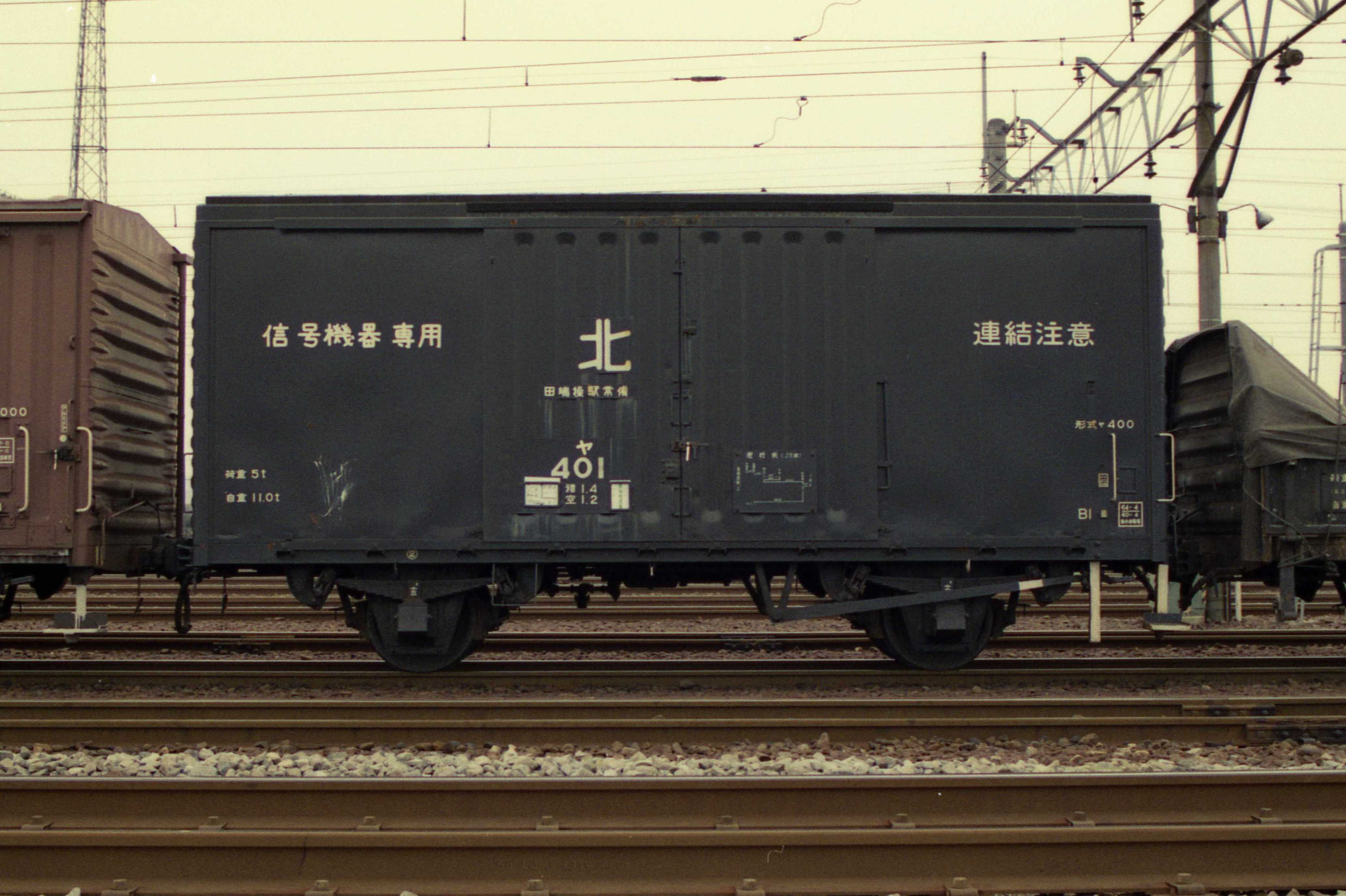
国鉄ヤ400形ヤ401
1986年5月24日、高崎操駅

- ヤ400形

事業用車両（職用車）で、本形式から延べ17両（ヤ400 - ヤ416）が改造された。「信号機器輸送専用職用車」と称し、信号設備の維持補修に用いる機器・消耗品類を輸送する車両で、配給車の一種である。
車内外への荷役用にホイスト（扱重 0.5 t）を設置し、床板には積載した機器を固定する丸環を追加した。室内には整理棚・書状箱・黒板を追設している。内装は種車の木張りのままで、荷重は 5 t である。外部塗色は黒色で、「信号機器専用」「連結注意」の標記がなされた。
改造に供された車両は、1両（ヤ411）以外はすべて前期形（ワム60000 - ワム61299）から選択されている。
1968年（昭和43年）に16両が改造され、東京北鉄道管理局（田端操駅常備）に9両（ヤ400 - ヤ408）大阪鉄道管理局（安治川口駅常備）に7両（ヤ409 - ヤ415）を配置。車両ごとに運用経路が特定され、側扉に常備駅・運用表を表示して運用した。1975年（昭和50年）に1両（ヤ403）が羽越本線の脱線事故で罹災し廃車され、補充として1976年（昭和51年）に1両（ヤ416）を追加改造。国鉄分割民営化直前の1987年（昭和62年）に除籍され、JR各社に承継された車両はない。
- 名鉄ワム6000形

名古屋鉄道の自社発注車で、1962年（昭和37年）から1963年（昭和38年）にかけて日本車輌製造で25両（ワム6001 - ワム6025）が製作された。国鉄在籍車と同一設計であるが、外部塗色は青色（ハワイアンブルー）とされ、後年に黒色に変更している。
国鉄の直通認可を受け、三河線・常滑線で陶器輸送などに充当された。 同区間の貨物輸送が廃止された後、6両が事業用車（救援車）に転用され、舞木検査場（ワム6001, ワム6002）新川検車区（ワム6003, ワム6004）犬山検査場（ワム6005, ワム6006）に配置される。2011年4月1日、ワム6001からワム6006まで全車廃車になった。2025年までは、舞木検査場に2両が現存していたが、1月に解体された。
- 水島臨海鉄道ワム600形

水島臨海鉄道の自社発注車で、2両（ワム601, ワム602）が製作された。国鉄在籍車と同一設計で、国鉄の直通認可を受け使用された。

## 運用の変遷
1961年（昭和36年）の製作開始直後から「急行車扱列車」への専属運用に充当され、従前の専属運用車ワム70000形の大半を本形式で置き換えた。急行車扱専用車は側扉部に黄かん色の「急行」標記を付したほか、車両記号標記は特殊標記符号「キ」を前置し「キワム」と標記して識別した。この標記は1965年（昭和40年）に廃止され、以後は国鉄全線で一般貨車との共通運用にも充てられて汎用的に使用された。
国鉄工場に常備され、配給車として部品配送に使用された車両も一部に存在した。当該車両は車体に白色の帯を表示し、常備工場名と「配給車代用」の標記が付された。
国鉄末期、貨物列車の輸送体系を転換し、「ヤード集結形輸送」から「拠点間直行方式」への改組が企図された。この方針は1984年（昭和59年）2月1日国鉄ダイヤ改正で実施に移され、大量の不要車両が発生することから、本形式はワラ1形・ワム70000形・トラ55000形などの形式とともに使用停止の措置が採られた。本形式は他の余剰車両とともに、機能を停止した操車場などの構内に留置の後、逐次除籍処分がなされた。大半は解体処分されたが、一部の車両は倉庫などへの活用を想定して売却が実施された。
1987年（昭和62年）のJR移行では日本貨物鉄道（JR貨物）への承継は皆無で、JR東日本へ5両、JR九州へ3両の合計8両のみが承継された。これらは事業用車（控車）代用として使用されていたもので、検重車（ケ10形）を用いた域内各拠点の「台秤」を較正する作業の際に、補助機器の輸送や係員の添乗に用いられた。一部にはユニットサッシの2段窓を側面に設けた車両も存在した。これらの代用車は検重車の使用機会減少で用途がなくなり、最後まで残存したJR東日本の南秋田運転所（現：秋田総合車両センター南秋田センター）所属の3両が2001年（平成13年）4月に除籍され、形式消滅した。